# Foto fixa
El foto fixa és la persona encarregada de prendre fotografies, durant un rodatge, que després seran utilitzades com a imatges publicitàries del film. A més, també pot tenir un paper clau i pot servir de referència per a les escenes que hauran de rodar-se després. En aquest cas, treballa en col·laboració amb l'script, la persona que durant tot el rodatge s'encarrega de dur un control exhaustiu del guió.

## El seu paper en una filmació
El foto fixa és la persona que s'encarrega de fer fotografies de moments destacables d'una filmació, de manera que puguin servir per a la seva promoció. Una altra de les funcions que pot tenir aquest professional és la de documentar diferents moments del procés de rodatge (making of). Per tant, pot fer dos tipus de fotografies: les que fa darrere les càmeres i les que podrien semblar fotogrames de la pel·lícula o filmació.
Aquest professional ha d'estar en constant contacte amb l'equip de càmera, ja que ha de conèixer el diafragma, l'obturació i l'òptica que s'estan utilitzant en cada moment per tal d'imitar els fotogrames. A més, per a decidir quines de les fotografies seran publicades, ha de contactar amb l'equip de producció i direcció. Després del vistiplau d'aquests, les fotografies poden ser usades amb diferents objectius publicitaris o promocionals (campanyes d'intriga, fullets, pòsters, etc.).
És molt important que un foto fixa sembli invisible quan realitza fotografies "rere les càmeres", per tal de no destorbar el rodatge i perquè tothom es comporti de manera més natural, ja que desconeixen que algú els fa fotografies.

## Qualitats d'un bon foto fixa
Hi ha diferències entre l'època daurada de la foto fixa, que podríem situar des dels anys 30 a mitjans dels anys 60 del segle xx, i la posterior a aquesta. En la primera època les fotos fixes es feien entre les preses del rodatge i amb els actors representant una escena que podia no ser exactament com la de la pel·lícula. El foto fixa havia de tenir el poder de convicció suficient per convèncer els actors de no deixar el set de rodatge. Apart, podia modificar elements del set de rodatge i de la il·luminació, així que havia de dominar aquestes tècniques.
En l'actualitat, un bon foto fixa mai ha de destorbar els professionals que treballen en el rodatge d'un film. Quan treballa darrere les càmeres, ha de mantenir-se a una certa distància de l'equip de filmació i ha d'utilitzar l'òptica de teleobjectiu. Per tant, és molt important la capacitat de passar desapercebut per a no entorpir el treball dels altres i esquivar la munió de cables, llums, càmeres...que s'utilitzen en un rodatge.
D'altra banda, un foto fixa no té el mateix horari que la resta dels professionals de rodatge, sinó que farà la seva feina quan l'equip de producció així ho demani. A vegades, podrà fer ús dels decorats d'un set per a fer fotografies que podran servir com a material promocional del film.

## Tècnica

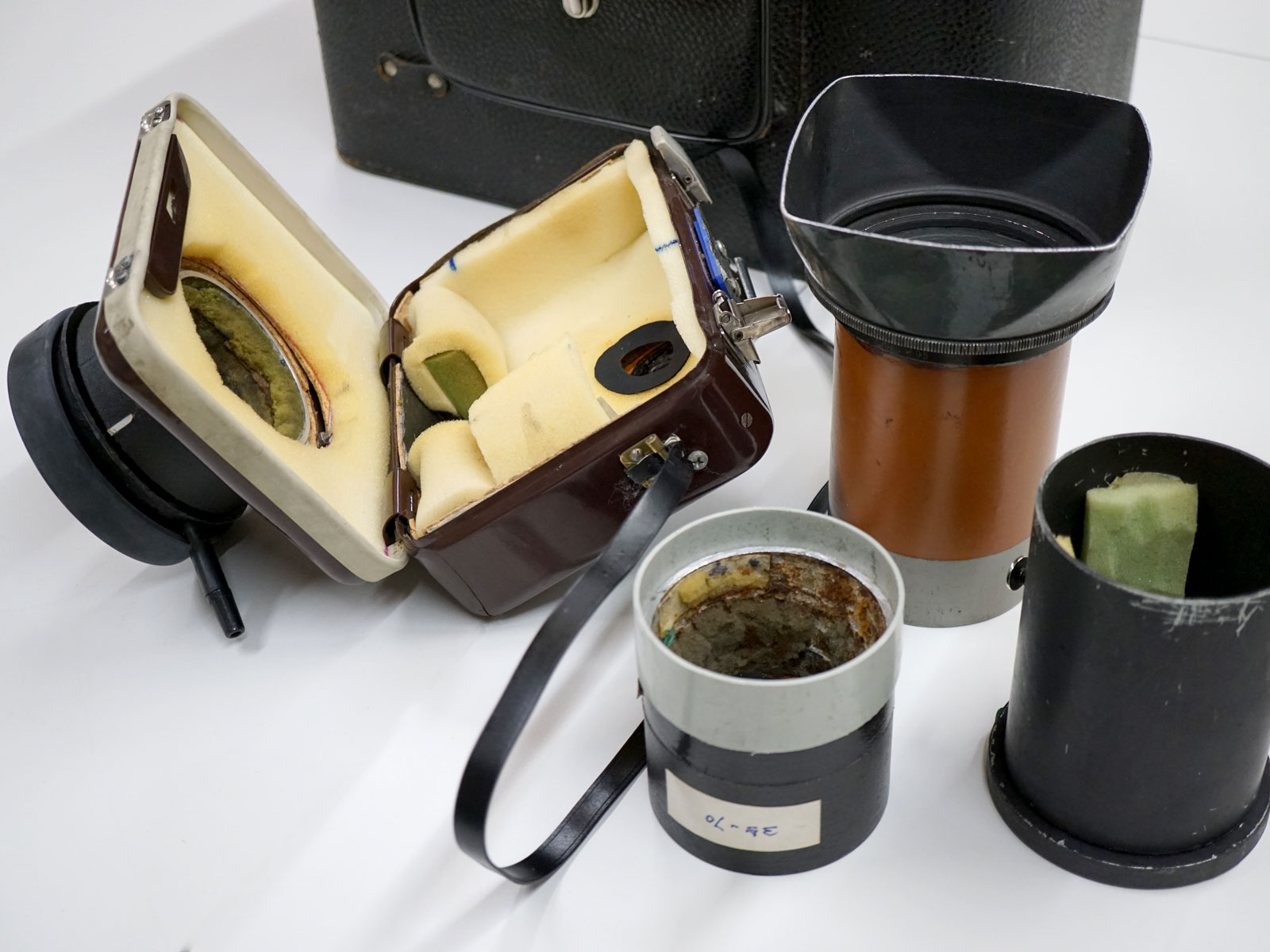
Interior del blimp i objectius utilitzats pel foto fixa Frederic Gómez Grau

Un foto fixa acostuma a usar òptiques de teleobjectiu. El material indispensable per a dur a terme el seu ofici és una bona càmera reflex, unes bones lents, que poden ser fixes sèrie L i zooms sèrie L, i un sound blimp, que permet insonoritzar el dispar, de manera que pot fer fotografies sense destorbar la filmació.
Abans, els foto fixes duien a terme la seva feina amb càmeres fotogràfiques de la marca Leica perquè els seus objectius estaven marcats amb valors T de diafragma, de la mateixa manera que les càmeres cinematogràfiques.
El foto fixa ha d'evitar l'ús del flaix i ha d'intentar utilitzar la il·luminació plantejada pel director de fotografia del film.

## Exposició "República, Guerra, Dictadura: Foto Fixa Sabaté"
L'any 2015 es va dur a terme una exposició sobre foto fixa a la Filmoteca de Catalunya. Aquesta es titulava "República, Guerra, Dictadura: Foto fixa Sabaté" i exposava les fotos fixes de quaranta pel·lícules realitzades i produïdes a Espanya entre els anys 1932 i 1942. Les imatges exhibides eren reproduccions de gran qualitat dels negatius originals, que guardava originalment el laboratori Reproducciones Sabaté.
Els treballs exposats eren d'alguns dels foto fixes més importants del cinema espanyol del segle XX: Antonio Gavilán, Carlos Pérez de Rozas, Emili Godés, Joan Gyenes i Salvador Torres Garriga.